# Bill Huizenga
William Patrick Bill Huizenga, född 31 januari 1969 i Zeeland i Michigan, är en amerikansk republikansk politiker. Han är ledamot av USA:s representanthus sedan 2011.
Huizenga utexaminerades 1991 från Calvin College och var sedan verksam som företagare. I republikanernas primärval inför mellanårsvalet i USA 2010 besegrade Huizenga tidigare NFL-spelaren Jay Riemersma.